# 查克斯·阿尼基
查庫莫卡·阿德莫拉·阿瑪奇·阿尼基（Chukwuemeka Ademola Amachi Aneke；1993年7月3日—），是一名 尼日利亞裔英格蘭足球運動員，司職中場，曾效力英格蘭U16、英格蘭U17、英格蘭U18、英格蘭U19。

## 球會生涯

### 阿仙奴
查克斯·阿尼基在7歲開始加盟阿仙奴，2010年7月簽定職業合約。
首次為阿仙奴披甲在2011年9月20日，聯賽杯3:1梳士貝利，90分鐘替補出場，取得了他在一線隊的首次亮相。

### 租借到史提芬納治
2011年11月22日查克斯·阿尼基加盟英格蘭足球甲級聯賽史提芬納治，直到2012年1月22日，11月26日主場0-0戰平沃爾索爾成為他在球隊首演，2012年1月20日，繼續被租借到史提芬納治，直到2012年3月。

### 租借到普雷斯頓
在2012年3月22日查克斯·阿尼基租借加盟英格蘭足球甲級聯賽球隊普雷斯頓，直到2011-12賽季結束。3月24日，他做了一個進球球隊1-1戰平貝里。

### 租借到克魯
2012年9月，查克斯·阿尼基租借加盟克魯一個月，他的首演在9月8日對陣燦美爾下半場替補，但因兩隻腳鏟球收到紅牌，停賽三場比賽。於2012年10月5日，查克斯·阿尼基延長他的租借一個月。克魯聯賽擊敗了主場2-1哈特普爾聯的第二天。有人猜測，他可能被永久交易。11月12日，再延長了租借一個月。2013年1月21日到期，但經過短暫回歸阿仙奴，2013年1月31日他重新租借加盟克魯本賽季剩下的時間。
2013年8月2日，查克斯·阿尼基重新租借加盟克魯6個月。2013年11月8日，延長租借克魯本賽季剩下的時間。

### 奧林匹克塞拉耶佛
2015年1月查克斯·阿尼基正式轉會至奧林匹克塞拉耶佛 。

### 祖爾特瓦雷根
2014年6月21日正式轉會祖爾特瓦雷根，為期3年。

## 國家隊生涯
查克斯·阿尼基曾代表英格蘭各階級青年的國家隊。2010年歐洲足球錦標賽英格蘭U17的一份子。

## 榮譽
- 阿仙奴——足總青年聯賽：2009-10（冠軍）
- 克魯——英格蘭聯賽錦標：2013（冠軍）
- 國家——Victory Shield：2008（冠軍）、歐洲U-17足球錦標賽：2010（冠軍）

## 外部連結
- （英文） Chuks Aneke profile （页面存档备份，存于） at Arsenal F.C.
- （英文） 足球数据库：Chuks Aneke的球员统计数据